# Standortübungsplatz Roding
Standortübungsplatz Roding este o arie protejată (arie specială de conservare — SAC, sit de importanță comunitară — SCI) din Germania întinsă pe o suprafață de 160,7 ha, integral pe uscat.

## Localizare
Centrul sitului Standortübungsplatz Roding este situat la coordonatele 49°11′56″N 12°32′32″E / 49.1989°N 12.5422°E.

## Înființare
Situl Standortübungsplatz Roding a fost declarat sit de importanță comunitară în noiembrie 2004 pentru a proteja 1 specie de animale. Situl a fost protejat și ca arie specială de conservare în aprilie 2016.

## Biodiversitate
Situată în ecoregiunea continentală, aria protejată conține 2 habitate naturale: Pajiști uscate europene, Formațiuni ierboase bogate în specii de Nardus, dezvoltate pe substraturi silicioase în zone montane (și în zone submontane, în Europa continentală).
La baza desemnării sitului se află o specie protejată de  amfibieni: izvoraș-cu-burta-galbenă (Bombina variegata).